# Groote Sociëteit (Groningen)

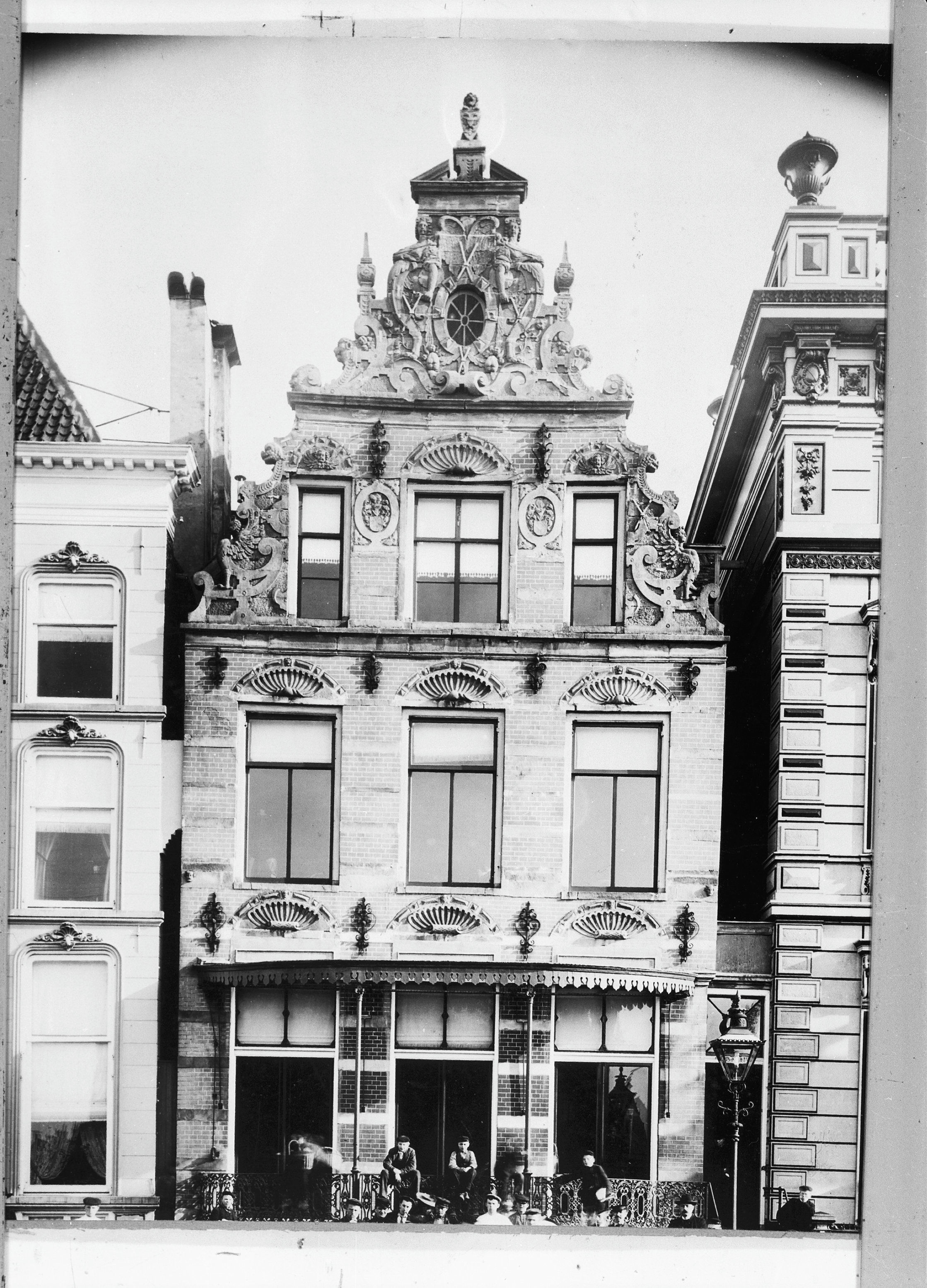
Het gebouw van de Groote Sociëteit voor 1945

De Groote of Heren Sociëteit in de stad Groningen is de oudste nog bestaande vereniging van Noord-Nederland.
Opgericht in 1765 had zij tot doel "een gezellig samenzijn van gelijkgezinden bevorderen en gelegenheid bieden elkaar op vriendschappelijke wijze te ontmoeten, zich met een partij kaart of biljart te vermaken of kranten en 'nieuwspapieren' lezen en bespreken onder het genot van een glas wijn en een pijp tabak".

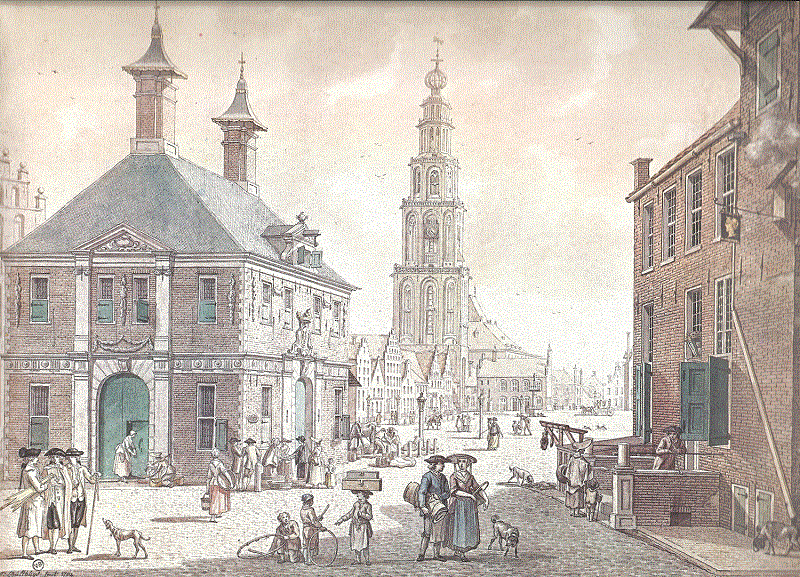
Het Gouden Hooft (rechts) in 1782

Men kwam bij elkaar op de bovenste verdieping van herberg Het Gouden Hooft op de Grote Markt. In 1774 vestigde de sociëteit zich in het huis Panser, eveneens aan de Grote Markt. Het ledenbestand bestond aanvankelijk vooral uit stedelijke en provinciale bestuurders. Na 1815 werden ook doctoren, professoren en juristen lid. Later die eeuw waren tevens rijke handelaren en fabrikanten toegetreden tot de sociëteit. Rond 1900 nam het ledenaantal af. Niet langer was de rechterlijke macht vanzelfsprekend lid van de sociëteit en de aanwas vanuit het bedrijfsleven nam af. Waarschijnlijk lag de oorzaak van deze neergang in de groei van het Groningse verenigingsleven in diezelfde periode, waardoor men meer keuze had gekregen elkaar te ontmoeten.

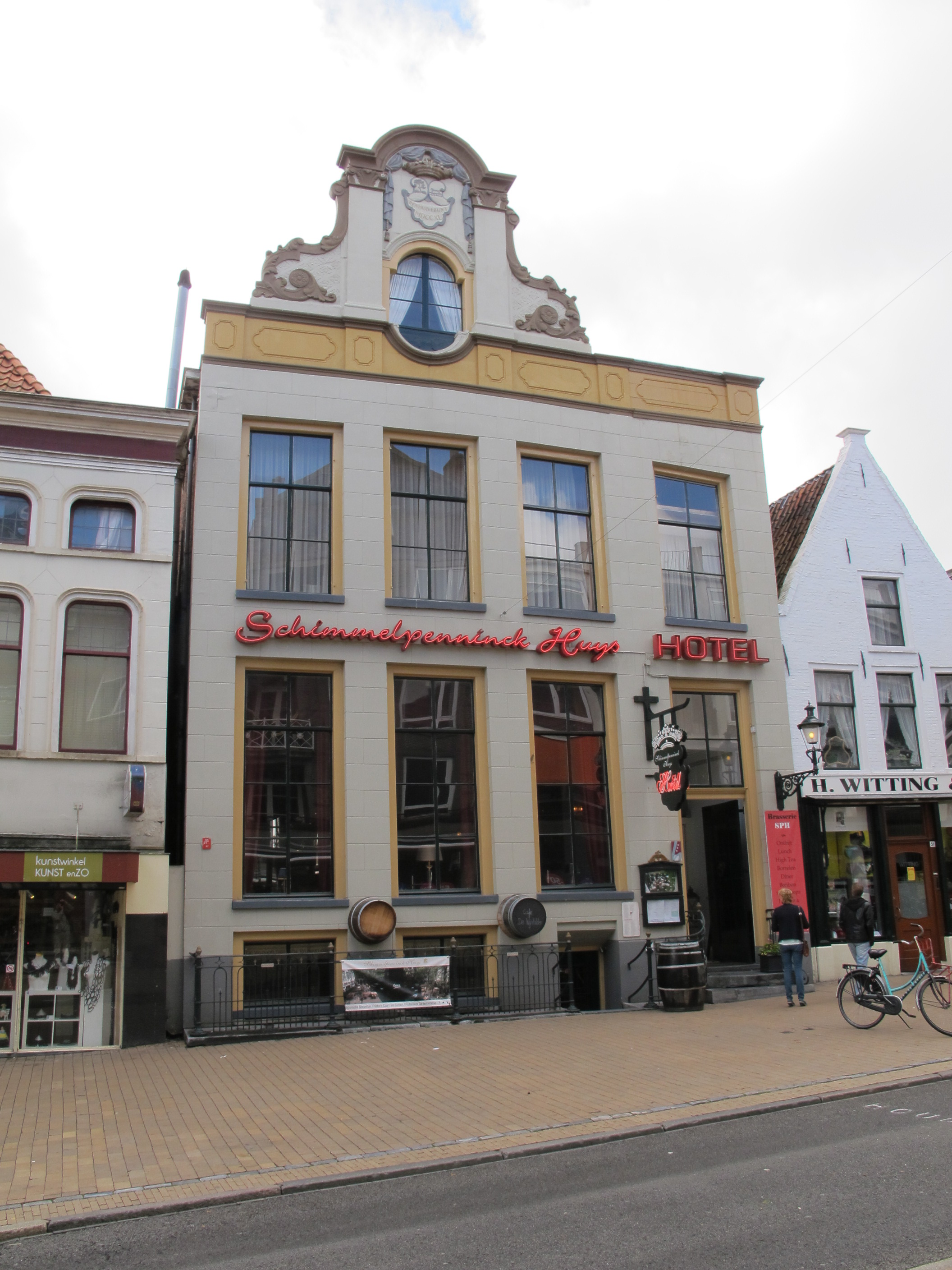
Schimmelpenninck Huys

In 1943 werd het pand gevorderd door de Duitse bezetter. Tijdens de bevrijding in 1945 ging het gebouw in vlammen op. De sociëteit had geen vaste plek meer om samen te komen. Uiteindelijk kreeg men onderdak in het hotel Schimmelpenninck Huys in de Oosterstraat.